# Ойкасы (Урмарский район)
Ойкасы́ (чув. Уйкас) — деревня в Урмарском муниципальном округе Чувашской Республики. 

## География
Расположен в северо-восточной части региона, в пределах Чувашского плато, у региональной автодороги 97К-002 «Аниш», отделяющей деревню от административного центра поселения — деревни Бишево.

### Климат
В деревне, как и во всём районе, климат умеренно континентальный с продолжительной холодной зимой и довольно тёплым сухим летом. Средняя температура января −13 °C; средняя температура июля 18,7 °C. За год выпадает в среднем 400 мм осадков, преимущественно в тёплый период. Территория относится к I агроклиматическому району Чувашии и характеризуется высокой теплообеспеченностью вегетационного периода: сумма температур выше +10˚С составляет здесь 2100—2200˚.

## Топоним
Историческое название — Атайкасси (Малая Адаева).

## История
Жители до 1866 государственные крестьяне. Занимались земледелием, животноводством.
Входила с 2004 по 2022 г. в состав Бишевского сельского поселения Урмарского района.
В рамках реформы местного самоуправления к 1 января 2023 года поселения района были упразднены, а  НП объединены в единый  муниципальный округ.

## Население
| 2010 | 2012 | 2015 |
| ---- | ---- | ---- |
| 113  | ↗149 | ↘99  |

### Национальный и гендерный состав
Согласно результатам переписи 2002 года, в национальной структуре населения чуваши составляли 100 % из 120 чел., из них мужчины 64, женщин 56.

## Инфраструктура
Личное подсобное хозяйство.
Основа экономики — сельское хозяйство.
В соседней деревне находится Бишевская основная общеобразовательная школа

## Достопримечательности
Обелиск воинам, павшим в годы Великой Отечественной войны

## Транспорт
По окраине деревни проходит автомобильная дорога регионального значения 97К-002 «Аниш» (идентификационный номер 97 ОП РЗ 97К-002). Остановка общественного транспорта «Ойкасы».